# Piero Massoni
Piero Massoni (Massa, 12 aprile 1896 – Bagni di Lucca, 3 luglio 1957) è stato un aviatore e militare italiano, distintosi particolarmente durante la prima guerra mondiale e decorato con tre Medaglie d'argento al valor militare, prese parte al Volo su Vienna del 9 agosto 1918, fortemente voluto da Gabriele D'Annunzio.

## Biografia
Nacque a Massa, nella villa di famiglia alla Rocca, il 12 aprile 1896, figlio del marchese Gasparo e Maria Matthys.  All'età di 19 anni si arruolò volontario nel Regio Esercito, venendo assegnato su sua richiesta al Battaglioni aviatori. Dopo aver effettuato il corso di pilotaggio presso la scuola di Mirafiori, il 21 novembre 1915 conseguì il brevetto di pilota d'aeroplano ed a settembre 1916 il Sottotenente Massoni è in forza alla 42ª Squadriglia,  del V Gruppo e a partire dal 1 marzo 1916 effettuò numerose missioni di ricognizione volando a bordo dei Caudron G.3. 
A fine anno il Tenente Massoni è in forza alla 48ª Squadriglia.
Decorato con una Medaglia d’argento al valor militare, il 2 febbraio 1918 fu costituita la 87ª Squadriglia “Serenissima” ed egli vi entrò in servizio nel mese di aprile. Volando a bordo di un Ansaldo S.V.A. effettuò il completo rilevamento del fronte del Piave, toccando anche Zagabria, Croazia e Pola. Gabriele D'Annunzio lo volle come pilota per il volo su Vienna effettuato da una formazione di aerei italiani il 9 agosto, e per cui fu decorato con una seconda Medaglia d'argento. 

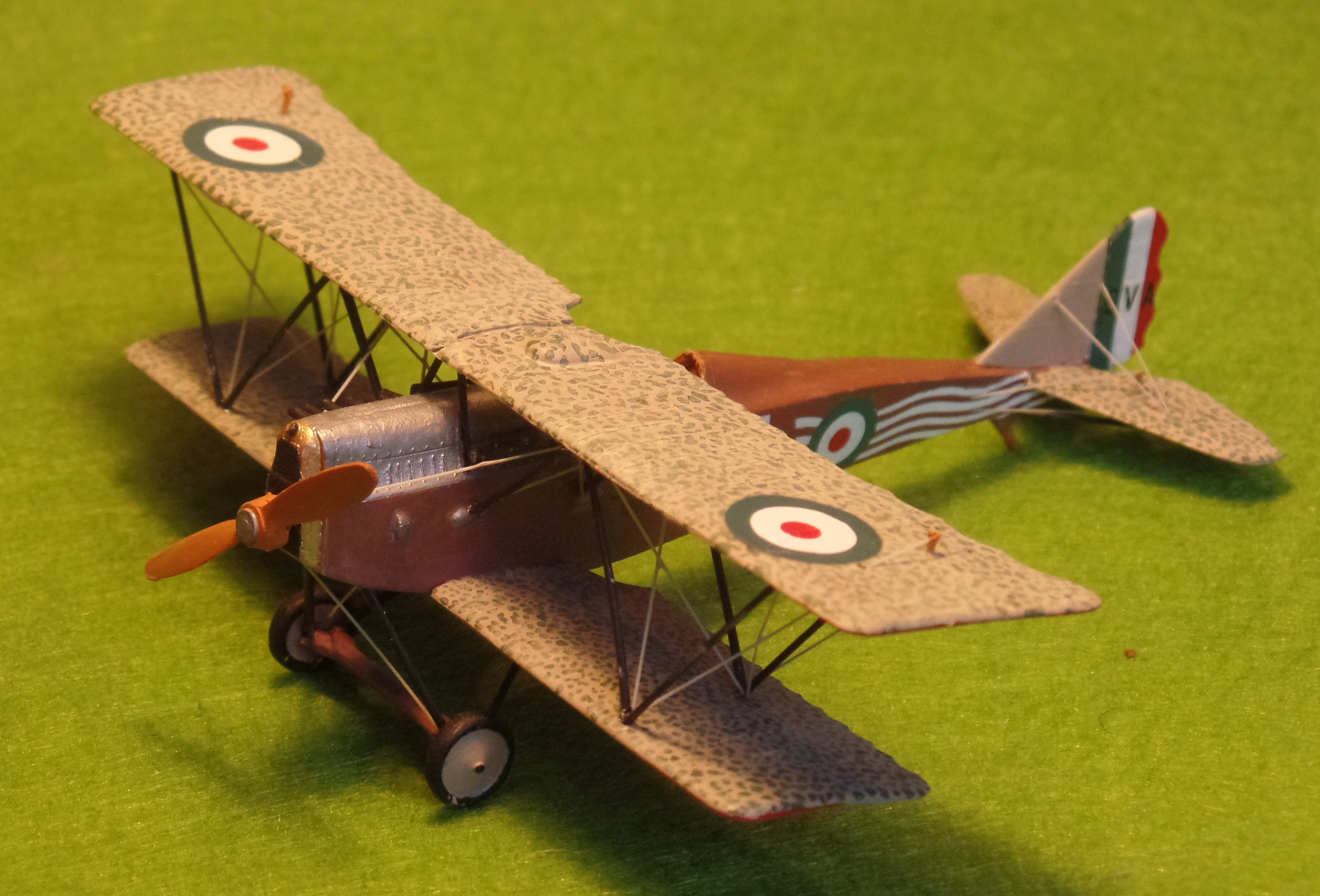
Uno SVA 5 dell'87ª Squadriglia Ricognizione.

Nel settembre 1918 partecipò al bombardamento di Osoppo e della stazione ferroviaria di Gorizia, e poi alla battaglia di Vittorio Veneto insieme a tutta la squadriglia, distinguendosi in una serie di bombardamenti effettuati per appoggiare l'avanzata delle truppe italiane. Ritiratosi a vita privata subito dopo la fine della guerra, il 17 gennaio 1923 sposò a Uccle, Belgio, la signorina Luisa Errani. Contrario al nuovo regime trascorse lunghi periodi in Belgio, ritornando stabilmente in Italia alla fine della seconda guerra mondiale. Si spense a Bagni di Lucca il 3 luglio 1957 e le sue spoglie furono seppellite nella cappella di famiglia sita nel cimitero monumentale di Lucca.

### Annotazioni
1. ↑  Tale reparto operava in appoggio alla 3ª Armata del Duca d'Aosta.
2. ↑  Questa città fu bombardata il 17 luglio 1918.

### Fonti
1. ↑  Molfese 1925, p. 15.
2. ↑  Molfese 1925, p. 18.
3. ↑  Molfese 1925, p. 86.
4. ↑  Rebora 1973, p. 58.
5. ↑  Ludovico 1980, p. 164.